# Malick Touré
Pour les articles homonymes, voir Touré.
Malick Touré, né à Bamako le 22 septembre 1995 et mort le 11 septembre 2024, est un footballeur malien jouant au poste d'attaquant.

## Biographie
Avec la sélection malienne des moins de 20 ans, il dispute la coupe d'Afrique des nations junior 2015 organisée au Sénégal, puis la coupe du monde 2015 qui se déroule en Nouvelle-Zélande.
Lors de la coupe d'Afrique des nations  junior, il inscrit un but face au Ghana lors de la « petite finale ». La sélection malienne se classe quatrième de la compétition. Lors du mondial, il joue un match contre le Mexique.
Malick Touré meurt d'une crise cardiaque le 11 septembre 2024, à l'âge de 28 ans.

## Palmarès
- Champion de Tunisie en 2015 avec le Club africain